# خضر عدنان
خضر عدنان محمد موسی (عربی: خضر عدنان محمد موسی ; ۲۴ مارس ۱۹۷۸–۲ مه ۲۰۲۳) اکتیویست و دانشجوی زندانی فلسطینی بود که به علت اعتصاب غذا پس از ۸۶ روز در زندانی در اسرائیل درگذشت. او ۱۲ بار تحت بازداشت اداری در زندان بوده‌است. در حبس اداری، اسرائیل می‌تواند افراد را برای دوره‌های قابل تمدید ۶ ماهه بدون طرح اتهام یا محاکمه در بازداشت نگه دارد. ۱۵ ژوئن ۲۰۱۵، مقامات اسرائیلی هیچ اتهامی رسمی علیه وی مطرح نکرده بودند، اما بارها او را به دلایلی مانند «فعالیت‌هایی که امنیت منطقه را تهدید می‌کند» بازداشت کردند. دیدار هیئت بین‌المللی صلیب سرخ پس از آن لغو شد که اسرائیل اصرار داشت که دیدار آنها با حضور آنها انجام شود و خضر به تخت خود بسته شده بود. او پس از ۶۶ روز اعتصاب غذا در ۱۸ آوریل ۲۰۱۲ آزاد شد، و با همان رویه در ۸ ژوئیه ۲۰۱۴ دوباره بازداشت شد خضر در ژوئیه ۲۰۱۵ آزاد شد.
عدنان از اعضای ارشد و سخنگوی و رهبر جهاد اسلامی فلسطین در کرانه باختری به‌طور گسترده شناخته شده‌است. همسرش گفته که او در فعالیت‌های ستیزه جویانه دخالتی نداشت و یکی از اعضای کمیته آشتی فلسطین بود. جهاد اسلامی فلسطین که توسط تعدادی از کشورهای غربی و اسرائیل به عنوان یک گروه تروریستی شناخته شده‌است، و عدنان در گذشته توسط اسرائیل به دلیل سخنگویی این گروه محکوم شده بود. اگرچه او از سال ۱۹۹۹ چندین بار به دلیل فعالیت‌های ادعایی در یک سازمان تروریستی بازداشت شده بود، اسرائیل هرگز او را به دست داشتن در حملات به اسرائیلی‌ها متهم نکرد.
در ماه مه ۲۰۲۱ او توسط اسرائیل دوباره بازداشت شد. گزارش شده‌است که او بیش از ۷ سال را در زندان‌های اسرائیل گذرانده‌است.

## درگذشت در زندان
او در ۲ می ۲۰۲۳ در پی اعتصاب غذای ۸۷ روزه در زندان درگذشت.